# Anathallis rubens
Anathallis rubens là một loài lan.